# Дрво звано Џошуа
Дрво звано Џошуа (енгл. Joshua Tree), Џошуа три: Сам против свих, Смртоносна вожња или Војска једнога, амерички је акциони криминалистички филм Вика Армстронга из 1993. године, по сценарију Стивена Пресфилда, а главне улоге тумаче Долф Лундгрен, Кристијан Алфонсо и Џорџ Сигал.
Велман Санти, бивши возач тркачких аутомобила, који сада вози украдене егзотичне супераутомобиле, уплиће се у заверу и бива подметнут током крваве пљачке због убиства полицајца са аутопута.

## Радња
Чак и у редовима органа за спровођење закона постоје убице. Два камионџија превозе луксузне стране аутомобиле. Током транспорта зауставља их полицајац. Један од камионџија (Еди) је отишао да се обрачуна са њим. Током кратких преговора, полицајац је захтевао од возача да покаже свој пртљаг. У то време долази полицијски поручник Северенс. Убија полицајца и Едија. После свега осталог, поручник ставља метак у излаз другог возача, Сантија (Долф Лундгрен), који је појурио да помогне свом пријатељу. Иако су били заједно, полицајац је одлучио да сав новац узме за себе и окриви преживелог Сантија. Девет месеци касније, Санти је пуштен из болнице и превезен у затвор максималне безбедности на одслужење 30-годишње казне. Током транспорта покушавају да га убију (по налогу Северанса), али Санти успева да побегне. У једној од држава узима девојку за таоца, која је заменик шерифа, и крије се. Санти почиње да се свети за смрт свог пријатеља. Проналази све кривце и покушава да врати правду.